# 公平乡 (灵川县)
公平乡，是中华人民共和国广西壮族自治区桂林市灵川县下辖的一个乡。

## 行政区划
公平乡下辖以下地区：
公平社区、新江村、田心村、岩山村、山上村、联合村、五美村、公平村、和平村和四合村。